# Saint-Germain-sur-Morin
Saint-Germain-sur-Morin é uma comuna francesa localizada na região administrativa da Île-de-France, no departamento Sena e Marne. A comuna possui 2356 habitantes segundo o censo de 1990.